# Миссия sui iuris на островах Святой Елены, Вознесения и Тристан-да-Кунья
Миссия sui iuris на островах Святой Елены, Вознесения и Тристан-да-Кунья (лат. Missio sui iuris Sanctae Helenae, Ascensionis et Tristanensis) — миссия sui iuris Римско-католической церкви c центром в городе Джеймстаун, Острова Святой Елены, Вознесения и Тристан-да-Кунья. Миссия распространяет свою юрисдикцию на остров Святой Елены, остров Вознесения и острова Тристан-да-Кунья. Миссия подчиняется непосредственно Святому Престолу.

## История
18 августа 1986 года Святой Престол учредил миссию sui iuris на островах Святой Елены, Вознесения и Тристан-да-Кунья, выделив её архиепархии Кейптауна.

## Структура
Миссия состоит из трёх приходов:
- Церковь Святого Сердца Иисуса на острове Святой Елены в городе Джеймстаун;
- Церковь святого Иосифа на острове Вознесения в Эдинбурге семи морей;
- Церковь Пресвятой Девы Марии на острове Вознесения в городе Джорджтаун.

## Ординарии миссии
- священник Anton Agreiter M.H.M. (1.10.1986 — 9.08.2002);
- священник Michael Bernard McPartland S.M.A (9.08.2002 — по настоящее время).

## Источник
- Annuario Pontificio, Libreria Editrice Vaticana, Città del Vaticano, 2003, ISBN 88-209-7422-3